# Asian Tour
Die Asian Tour ist eine Turnierserie im professionellen Golfsport, welche die entsprechenden Events in Asien (mit Ausnahme von Japan, wo die Japan Golf Tour zuständig ist) organisiert. Sie gehört zu den sechs führenden Turnierserien der International Federation of PGA Tours, auf deren Basis die Golfweltrangliste errechnet wird.
Die erste Saison im heute gültigen Format wurde 1995 gespielt, es gab jedoch schon frühere Versuche, eine asiatische Turnierserie zu veranstalten. Die Asian PGA wurde im Jahre 1994 gegründet und anlässlich eines Treffens mit PGA-Vertretern aus acht verschiedenen Ländern im Juli 1994 in Hongkong konstituiert. 1998 wurde die Asian Tour das sechste Mitglied der International Federation of PGA Tours. 2004 wurde die Tour von einer neu gegründeten Organisation von Spielern übernommen, die mit dem vorherigen Management nicht einverstanden waren.
Die meisten Teilnehmer an der Asian Tour sind naturgemäß Asiaten, es spielen aber auch viele Australier und Berufsgolfer aus anderen Nationen mit. Da einige Turniere gemeinsam mit der European Tour durchgeführt werden und in deren Wertung einbezogen werden, sind bei diesen auch viele europäische Spitzengolfer am Start. Diese Events haben deutlich höhere Preisgelder als die restlichen Turniere auf der Asian Tour.  In der Saison 2008 belief sich das Gesamtpreisgeld auf über 43 Mio. $.
Bei den Turnieren mit einem Preisgeld von über 2 Mio. $ handelt es sich um gemeinsam mit der European Tour veranstaltete, welche zumeist von deren Mitgliedern dominiert werden. Bei den restlichen Turnieren bewegt sich die Ausschüttung zwischen 300.000 und 1,25 Mio. Dollar. Asiens höchstdotiertes Turnier ist mit 7 Mio. $ das WGC-HSBC Champions Tournament, welches aber nur teilweise in die Geldranglistenwertung der Asian Tour einfließt, da es diese zu sehr verzerren würde.

## Gewinner der Geldrangliste seit 1995
- 2022 Sihwan Kim  Vereinigte Staaten
- 2020–21 Tom Kim  Südkorea
- 2019 Jazz Janewattananond  Thailand
- 2018 Shubhankar Sharma  Indien
- 2017 Gavon Green  Malaysia
- 2016 Scott Hend  Australien
- 2015 Anirban Lahiri  Indien
- 2014 David Lipsky  Vereinigte Staaten
- 2013 Kiradech Aphibarnrat  Thailand
- 2012 Thaworn Wiratchant  Thailand
- 2011 Juvic Pagunsan  Philippinen
- 2010 Noh Seung-yul  Südkorea
- 2009 Thongchai Jaidee  Thailand
- 2008 Jeev Milkha Singh|  Indien
- 2007 Liang Wen-Chong  Volksrepublik China
- 2006 Jeev Milkha Singh  Indien
- 2005 Thaworn Wiratchant  Thailand
- 2004 Thongchai Jaidee  Thailand
- 2003 Arjun Atwal  Indien
- 2002 Jyoti Randhawa  Indien
- 2001 Thongchai Jaidee  Thailand
- 2000 Simon Dyson  England
- 1999 Kyi Hla Han  Myanmar
- 1998 Kang Wook-soon  Südkorea
- 1997 Mike Cunning  Vereinigte Staaten
- 1996 Kang Wook-soon  Südkorea
- 1995 Lin Keng-chi  Taiwan